# Tim (filme)
Tim é um filme australiano de 1979, protagonizado por Mel Gibson (então em inicio de carreira) e Piper Laurie. Escrito, produzido e dirigido por Michael Pate.

## Argumento principal
Tim Melville (Mel Gibson) é um rapaz de 24 anos com um leve retardamento mental. Ele trabalha como jardineiro e conhece uma mulher rica de meia idade chamada Mary Horton (Piper Laurie). No inicio surge uma linda amizade, com Mary ensinando Tim a ler, mas com o tempo o amor nasce e os dois terão que enfrentar muitos desafios e preconceitos.

## Elenco
Mel Gibson - Tim Melville
Piper Laurie - Mary Horton
Alwyn Kurts  - Ron Melville
Pat Evison   - Emily Melville 